# Estudi dels aliments
L'estudi dels aliments comprèn l'examen crític dels àpats i els seus contexts en l'àmbit de la ciència, l'art, la història i la societat. Es diferencia d'altres àrees d'estudi relacionades amb els aliments com la nutrició, l'agricultura, la gastronomia i les arts culinàries en què s'intenta analitzar més enllà del simple consum, producció i apreciació estètica dels aliments i tracta sobre la relació entre els aliments i tota una sèrie de camps acadèmics. Per tant, és un camp que comprèn i atreu l'interès de filòsofs, historiadors, científics, literats, sociòlegs, historiadors de l'art i antropòlegs, entre d'altres.